# Colosseum
För andra betydelser, se Colosseum (olika betydelser).

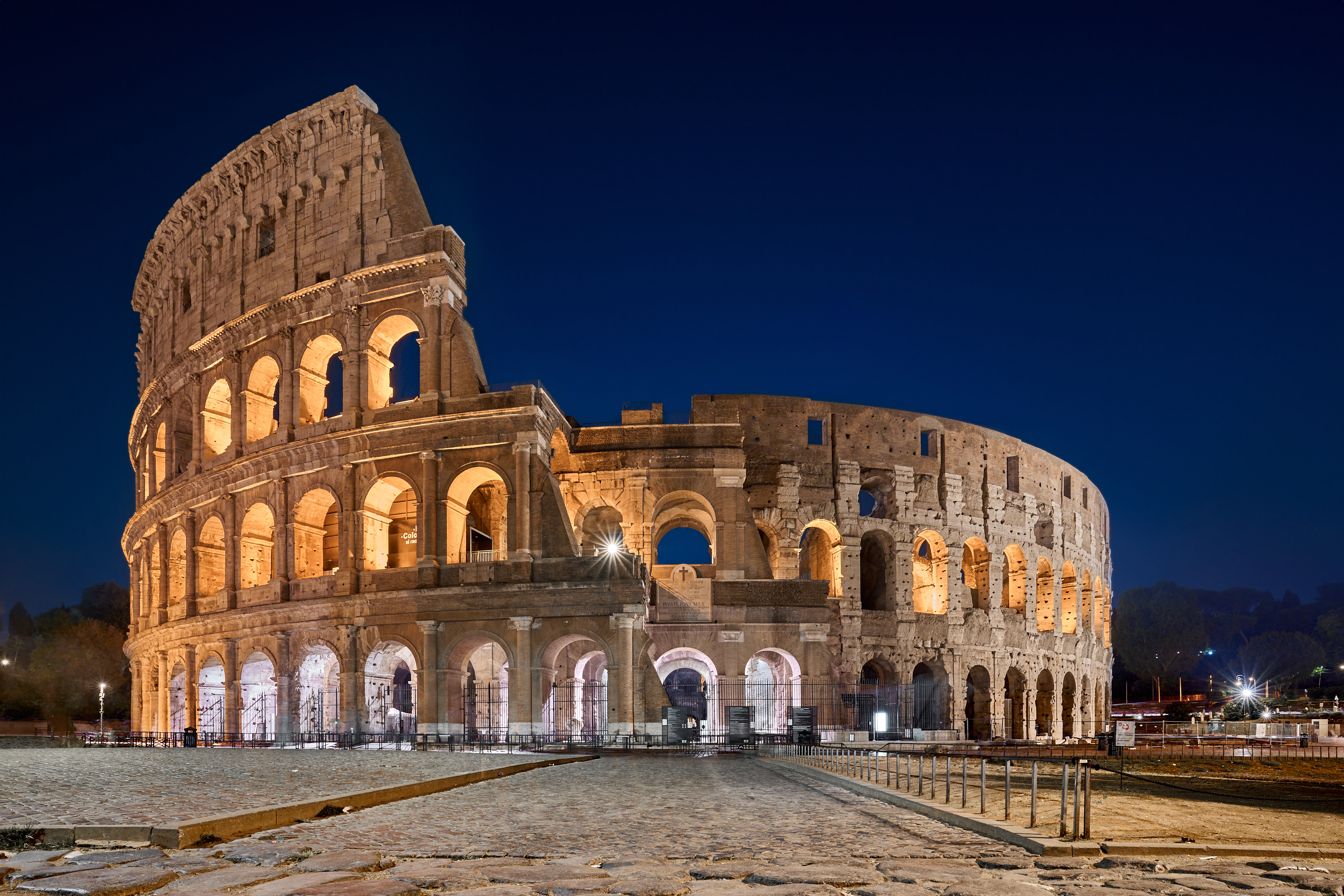
Colosseum.

Colosseum, interiör 2022

Colosseum, Kolosseum eller Flaviska amfiteatern (latin: Amphitheatrum Novum eller Amphitheatrum Flavium, italienska: Anfiteatro Flavio eller Colosseo) är en ellipsformad amfiteater i Rom, uppförd mellan 70 och 80 e.Kr. Kejsar Vespasianus började bygget som slutfördes av hans son Titus. Under romerska rikets tid hade man strid mellan vilda djur, avrättningar, gladiatorspel och teater där för en stor publik, som mest 87 000 åskådare. Många djurhetsningar och gladiatorspel utfördes emellertid på Circus Maximus söder om Palatinen. Colosseum har en omkrets på 524 meter och är 48 meter hög. 
Colosseum fick sitt namn efter en koloss, det vill säga en enorm staty av kejsar Nero som stod vid sidan om byggnaden, i riktning mot Forum Romanum. Neros staty, som var 40 meter hög, var utförd i förgylld brons. Det officiella namnet på Colosseum är dock Amphiteatrum Flavium eller Den flaviska amfiteatern, eftersom den uppfördes under den tid då den flaviska ätten innehade kejsarmakten. Kolossen av Nero smältes senare ner för tillverkning av vapen. Även armeringen till Colosseum drogs ut och smältes ner till vapen, vilket ledde till att en stor del av byggnadens yttre del rasade samman vid ett jordskalv. Efter detta har stora mängder vit marmor bortförts från byggnaden, bland annat till bygget av Peterskyrkan och Fontana di Trevi. Den del av byggnaden som återstår är ännu en mäktig syn och ett populärt turistmål.

## Historik

### Tidig historia
Byggandet av Colosseum inleddes år 76. Den valda platsen var ett platt område på botten av en låg dal mellan kullarna Caelius, Esquilinen och Palatinen. Under 100-talet f.Kr. var området tätbefolkat. Det ödelades vid den stora branden i Rom år 64; därefter beslagtog Nero det mesta av området för personligt bruk. Han byggde sitt gyllene palats på platsen och anlade en konstgjord sjö omgiven av paviljonger och trädgårdar. Aqua Claudia byggdes ut för att försörja området med vatten och den gigantiska bronsstatyn av Nero sattes upp i närheten av ingången. Området förvandlades under Vespasianus och hans efterträdares tid, statyn bevarades, men det mesta av Neros gyllene hus revs. Sjön dränerades och marken användes för att bygga Colosseum. Gladiatorskolor och andra försörjningsbyggnader uppfördes i närheten. Beslutet att bygga Colosseum kan ses som en populistisk gest genom att ge tillbaka marken som Nero beslagtagit till folket. I motsats till andra amfiteatrar, som lokaliserades i utkanten av städerna, anlades Colosseum i centrum.
Colosseum var klart till tredje våningen när Vespasianus dog år 79. Översta våningen slutfördes och anläggningen invigdes av hans son Titus. Under invigningsfesten, som pågick i 100 dagar, dödades 11 000 vilda djur. Colosseum byggdes om av Vespasianus yngre son Domitianus, som konstruerade det underjordiska system av tunnlar som användes för att husera djur och slavar. Han byggde också ut Colosseum för att öka publikkapaciteten. År 217 skadades Colosseum svårt av en stor brand orsakad av blixten; branden förstörde de övre delarna av trä. Det var färdigreparerat först år 240 och ytterligare reparationer utfördes 250 eller 252 och 320. Nya reparationer fick utföras efter en jordbävning år 443; ytterligare arbeten utfördes 484 och 508. Arenan fortsatte att användas in på 500-talet. De sista gladiatorstriderna nämns omkring 435. Djurjakter fortsatte till åtminstone 523.
Uppförandet av Colosseum finansierades av krigsbyten från Judiska kriget och plundringen av Jerusalems tempel, vilket bekräftas av en stentavla vars ursprungliga text rekonstruerades 2001 och lyder: "Kejsar Vespasianus uppförde denna nya amfiteater med krigsbyte.".

### Medeltiden
Under medeltiden skedde radikala förändringar. Sent på 500-talet hade en kyrka anlagts i amfiteatern; detta hade dock ingen större religiös betydelse på byggnaden i stort. Arenan gjordes om till kyrkogård, de talrika valven under läktarna blev bostäder och verkstäder och hyrdes fortfarande ut så sent som på 1100-talet. Omkring 1200 tog familjen Frangipane över och förstärkte Colosseum, troligen för att använda det som slott. Colosseum skadades av den stora jordbävningen 1349 som fick den södra sidan att kollapsa. Det mesta av de raserade stenarna användes för att bygga palats, kyrkor, sjukhus och andra byggnader i Rom. En religiös orden flyttade in i den norra tredjedelen i mitten av 1300-talet och bodde kvar så sent som tidigt på 1800-talet. All sten i interiören togs bort och återanvändes på andra platser eller, då det var marmor, brändes för att göra bränd kalk. Bronsklämmorna som höll ihop stenarna hackades ut och lämnade märken som syns än idag.

### Modern tid

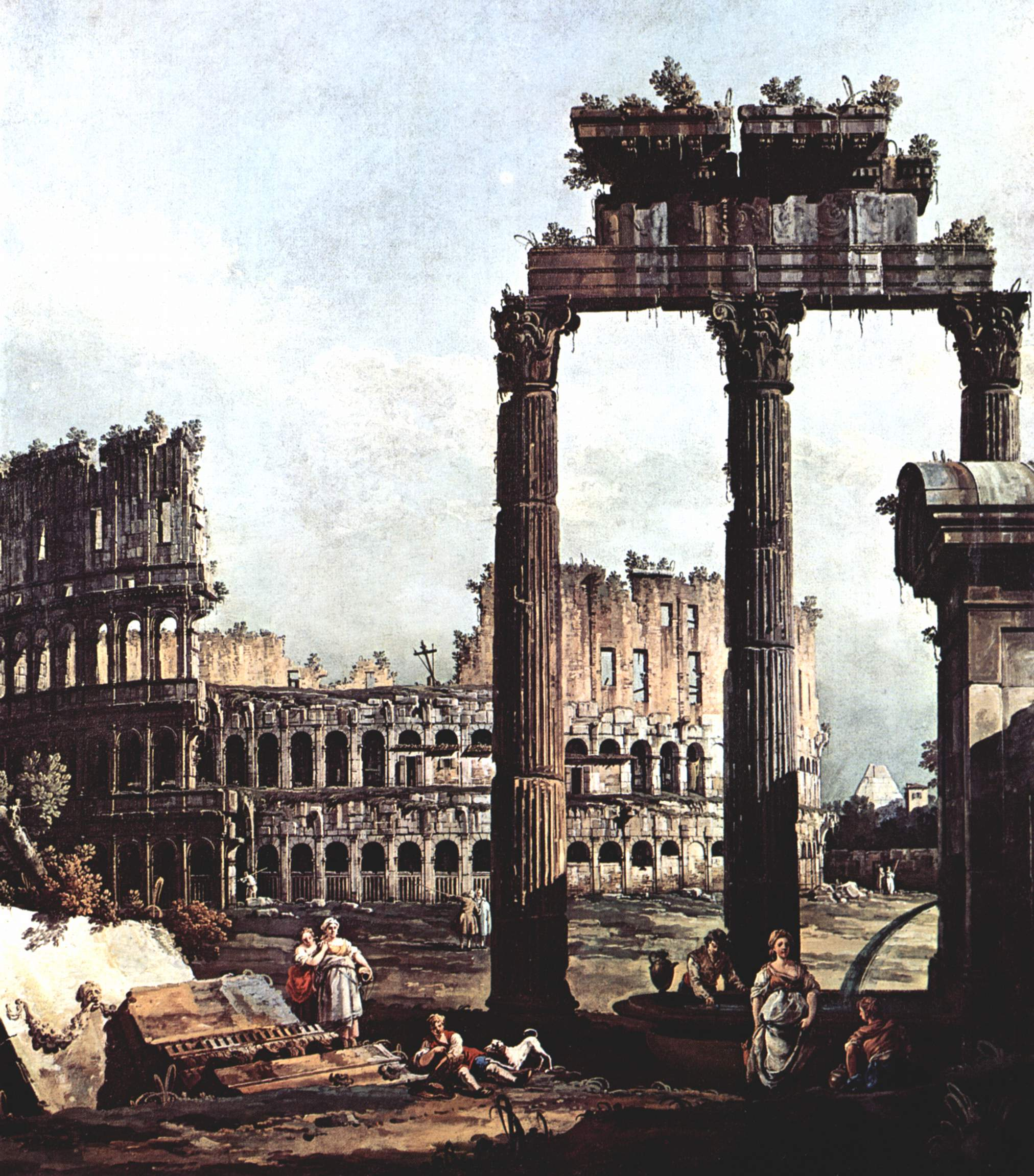
En målning av Bernardo Bellotto målad under 1740-talet med Colosseum i bakgrunden.

Under 1500- och 1600-talen såg kyrkan en produktiv roll för Colosseum. Påve Sixtus V planerade att göra byggnaden till textilfabrik och erbjuda arbete åt Roms prostituerade, men hans förtida död gjorde att det aldrig blev av. 1671 godkände kardinal Altieri att tjurfäktningar skulle anordnas; folkets ramaskri fick dock till följd att idén hastigt övergavs. År 1749 skrev påve Benedictus XIV under en allmän kyrklig riktlinje om att Colosseum var en sakral plats där tidiga kristna lidit martyrdöden. Senare påvar genomförde ytterligare restaureringsprojekt, bland annat avlägsnandet av den rikliga växtligheten som tagit över och hotade att förstöra Colosseum ännu mer. Fasaden förstärktes med triangulära tegelkilar 1807 och 1827. Interiören reparerades 1831, 1846 och under Mussolini på 1930-talet.
Colosseum är idag en av Roms mest populära turistattraktioner med miljontals besökare varje år. Effekterna av föroreningar och allmänna försämringar genom åren föranledde ett stort restaureringsprogram att utföras mellan 1993 och 2000. Under senare år har Colosseum blivit en symbol för den internationella kampanjen mot dödsstraff, som avskaffades i Italien 1948. Flera antidödsstraffdemonstrationer ägde rum framför Colosseum 2000. Sedan dess har Roms lokala myndigheter som en gest mot dödsstraffet ändrat färgen på Colosseums nattbelysning från vitt till guld när en dödsdömd person någonstans i världen får sitt straff tidsbestämt eller släpps. På grund av Colosseums dåliga skick är det opraktiskt att hålla större evenemang där eftersom endast några få hundra personer kan erbjudas sittplats. Större konserter har dock hållits utanför med Colosseum som bakgrund, till exempel Ray Charles (maj 2002), Paul McCartney (maj 2003) och Elton John (september 2005). Den 7 juli 2007 utsågs Colosseum till ett av världens sju nya underverk.

## Namnet
Colosseums namn har sedan länge ansetts härstamma från en staty av Nero i närheten av amfiteatern. Denna staty omarbetades senare av Neros efterträdare så att den liknade solguden Helios eller Apollo; detta gjordes genom att pryda statyn med en passande solkrona. Neros huvud ersattes också många gånger med huvuden av efterföljande kejsare. Trots statyns religiösa anknytning är det stor chans att den stod sig ända in på medeltiden och ansågs ha magiska krafter. Den kom även att ses som en symbol för det romerska kejsardömets varaktighet. 
På 700-talet skrev munken Beda venerabilis ett epigram som hyllar statyns symboliska betydelse: Quandiu stabit coliseus, stabit et Roma; quando cadit coliseus, cadet et Roma; quando cadet Roma, cadet et mundus ("Så länge kolossen står, så skall även Rom; när kolossen faller, faller även Rom; när Rom faller, så skall även världen"). Detta översätts ofta felaktigt till att syfta på Colosseum istället för kolossen. Emellertid syftade vid den här tiden det maskulina substantivet coliseus på statyn och inte på Colosseum som fortfarande kallades Amphiteatrum Flavium. Statyn föll dock till slut; förmodligen drogs den ner för att återvinna bronset. Runt år 1000 myntades namnet "Colosseum" som ett ord som syftade på amfiteatern. Statyn glömdes till stor del bort, men dess grund står fortfarande kvar mellan Colosseum och Venus och Romas tempel.
I Italien är amfiteatern känd som il Colosseo och andra romanska språk använder liknande namn, exempelvis franskans le colisée, spanskans el coliseo och portugisiskans o coliseu.

## Övriga bilder

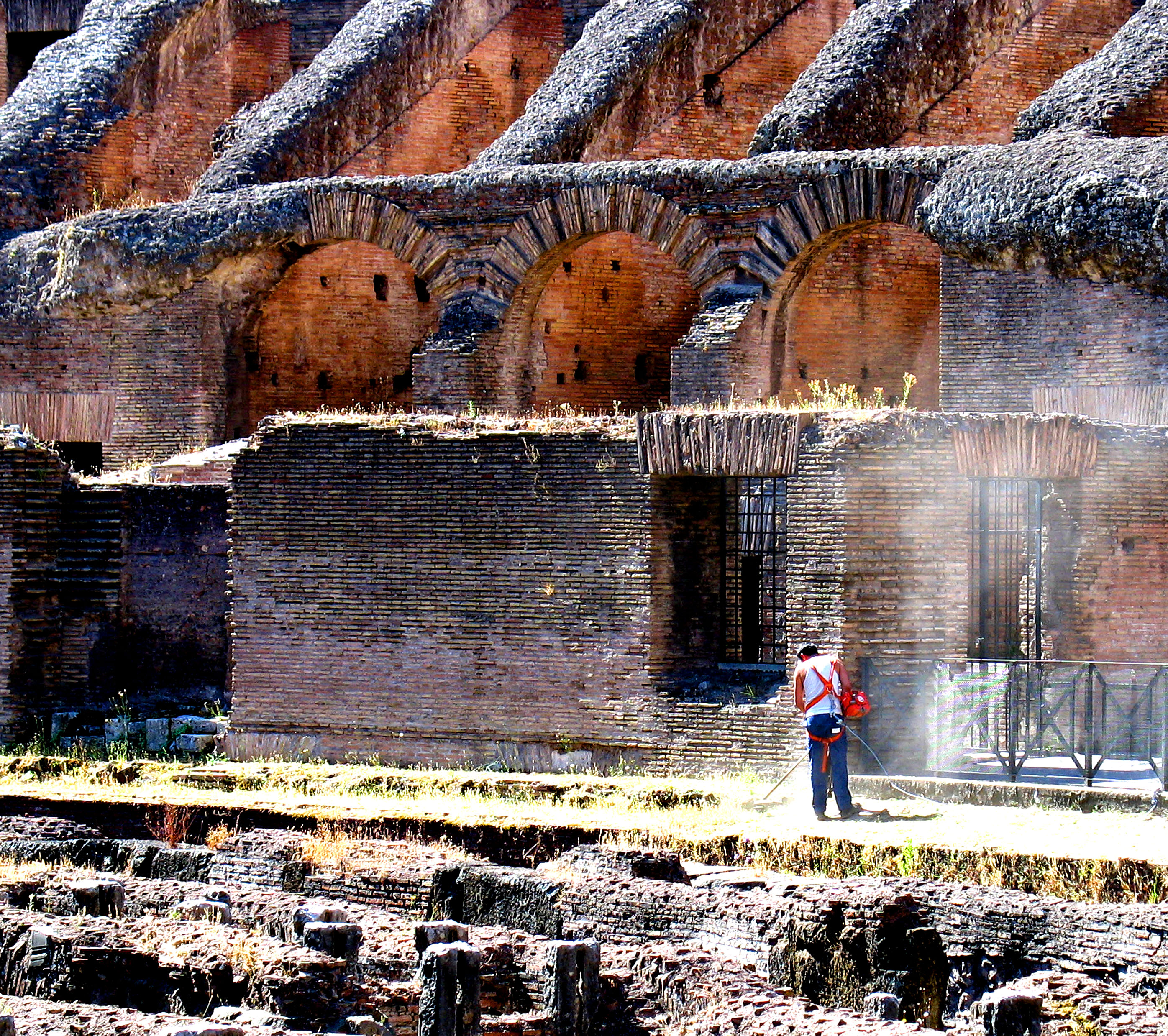
Colosseum 2008
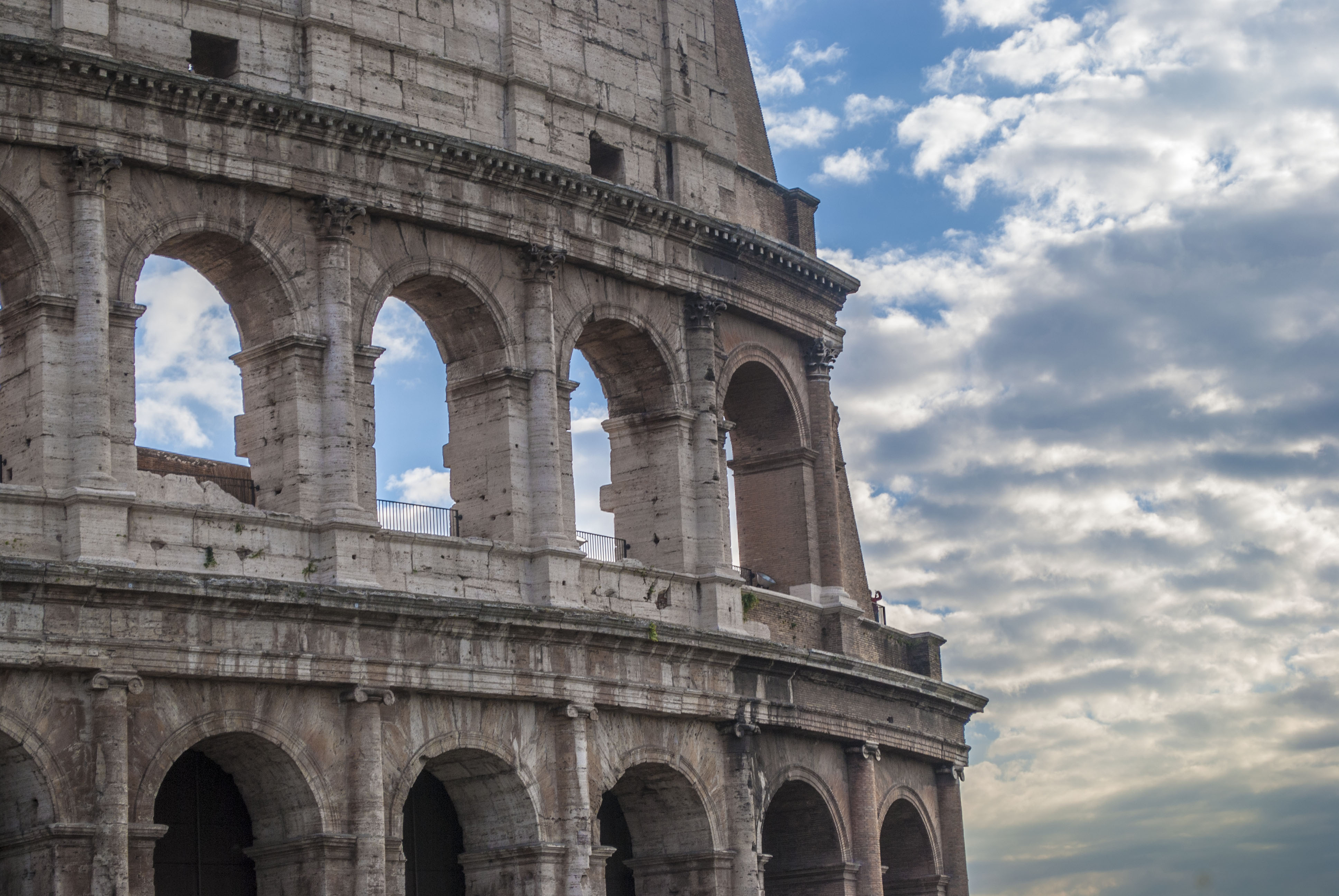
Colosseum 2012
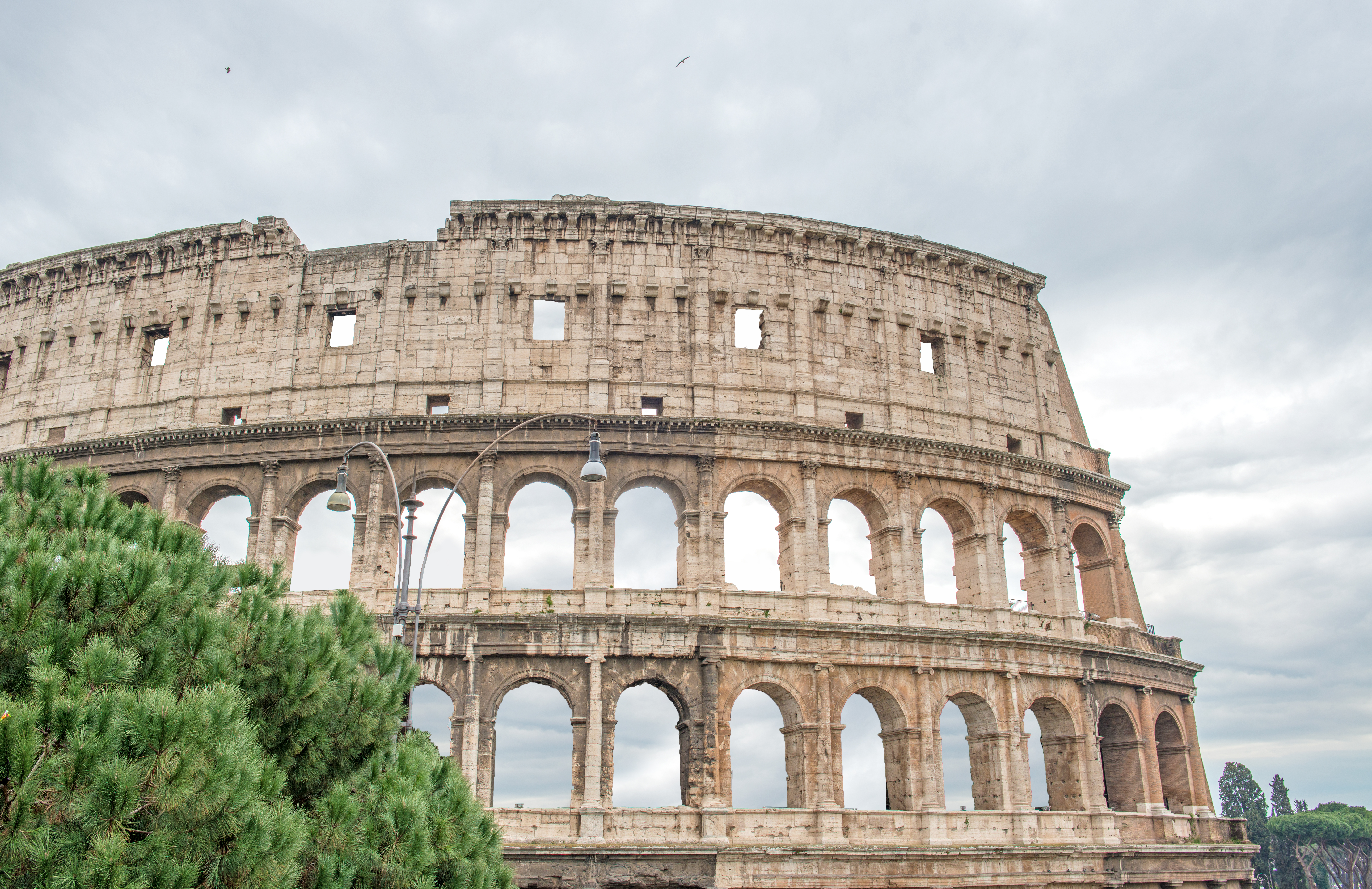
Colosseum 2013
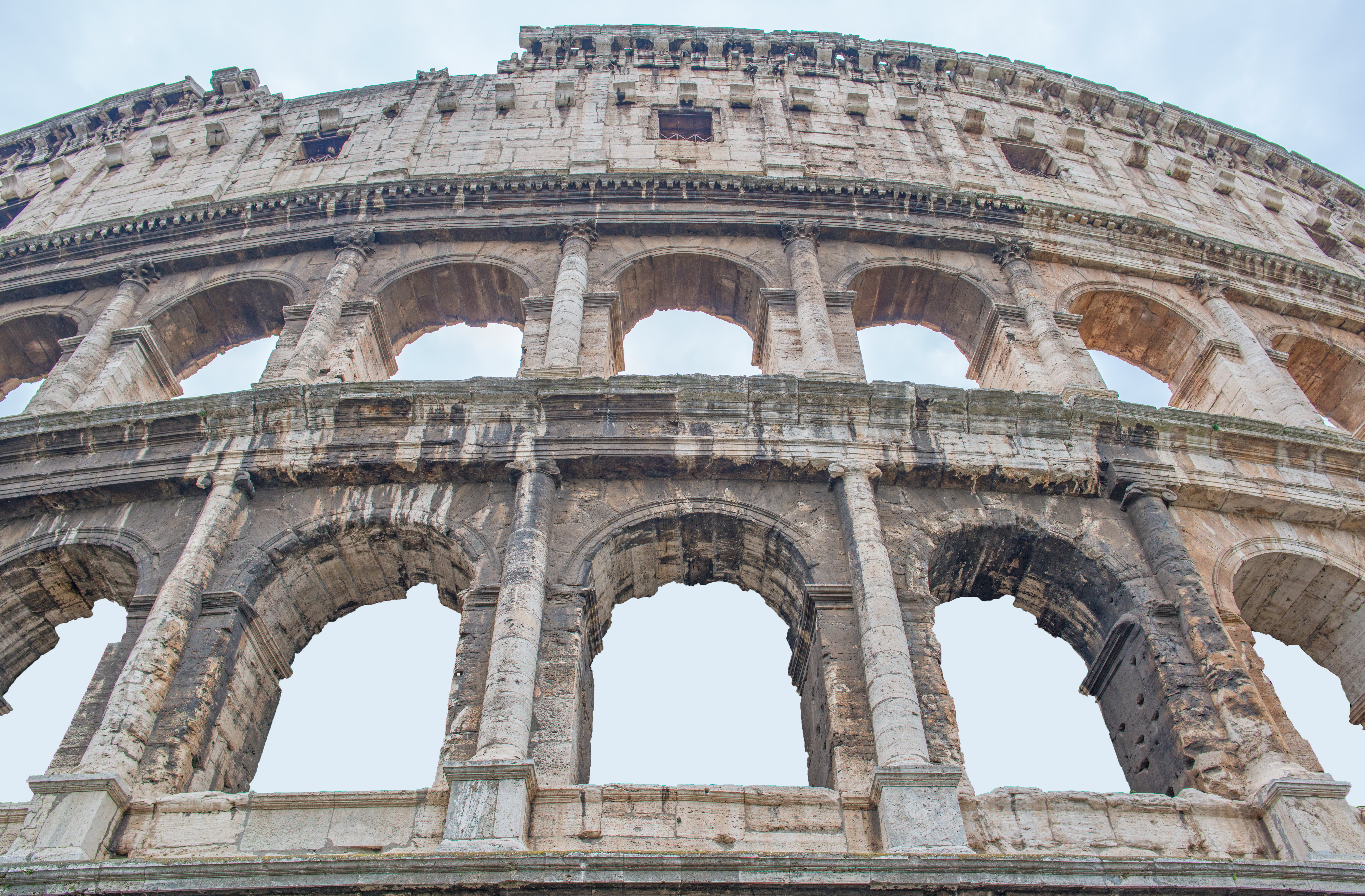
Colosseum 2013
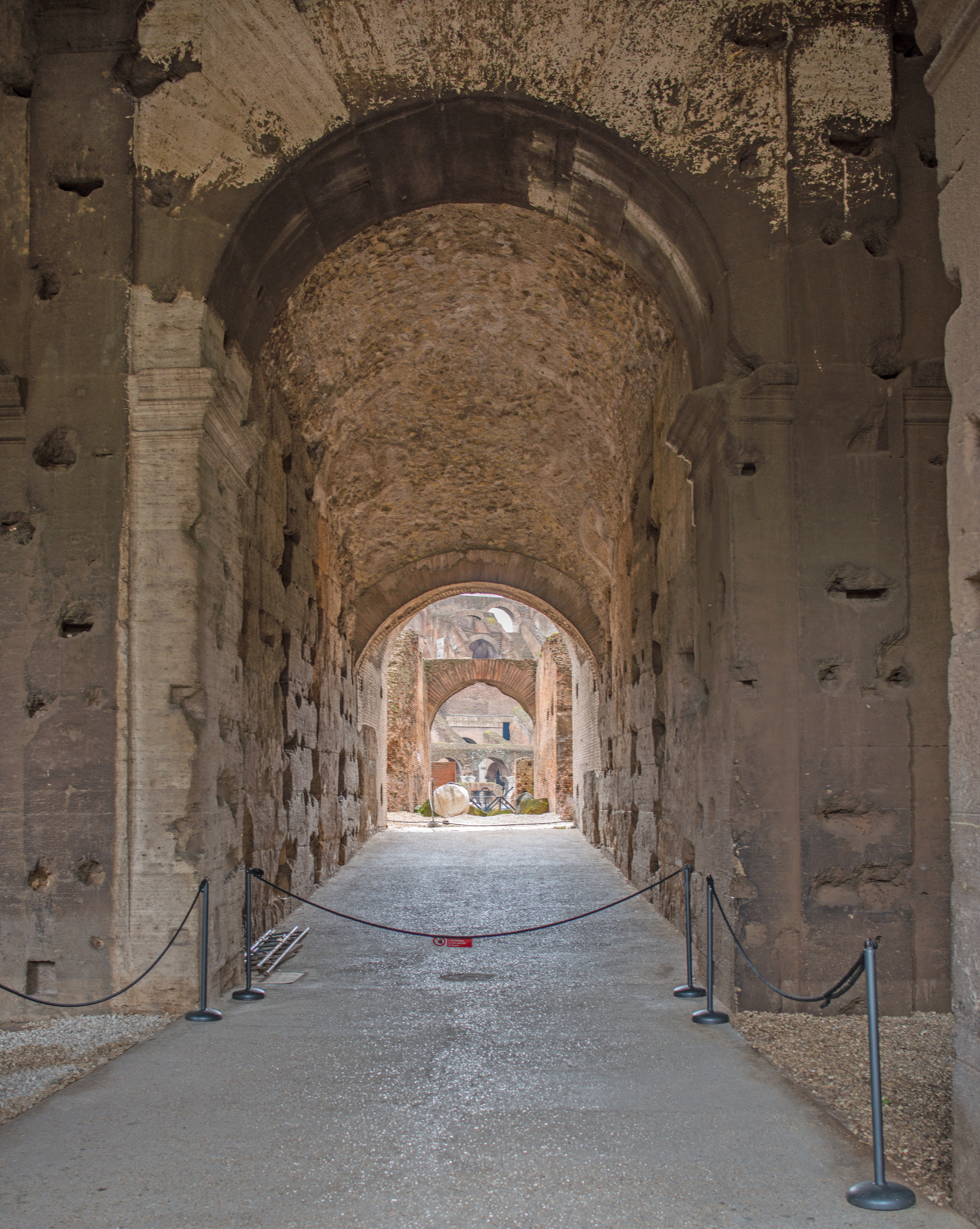
Colosseum 2013
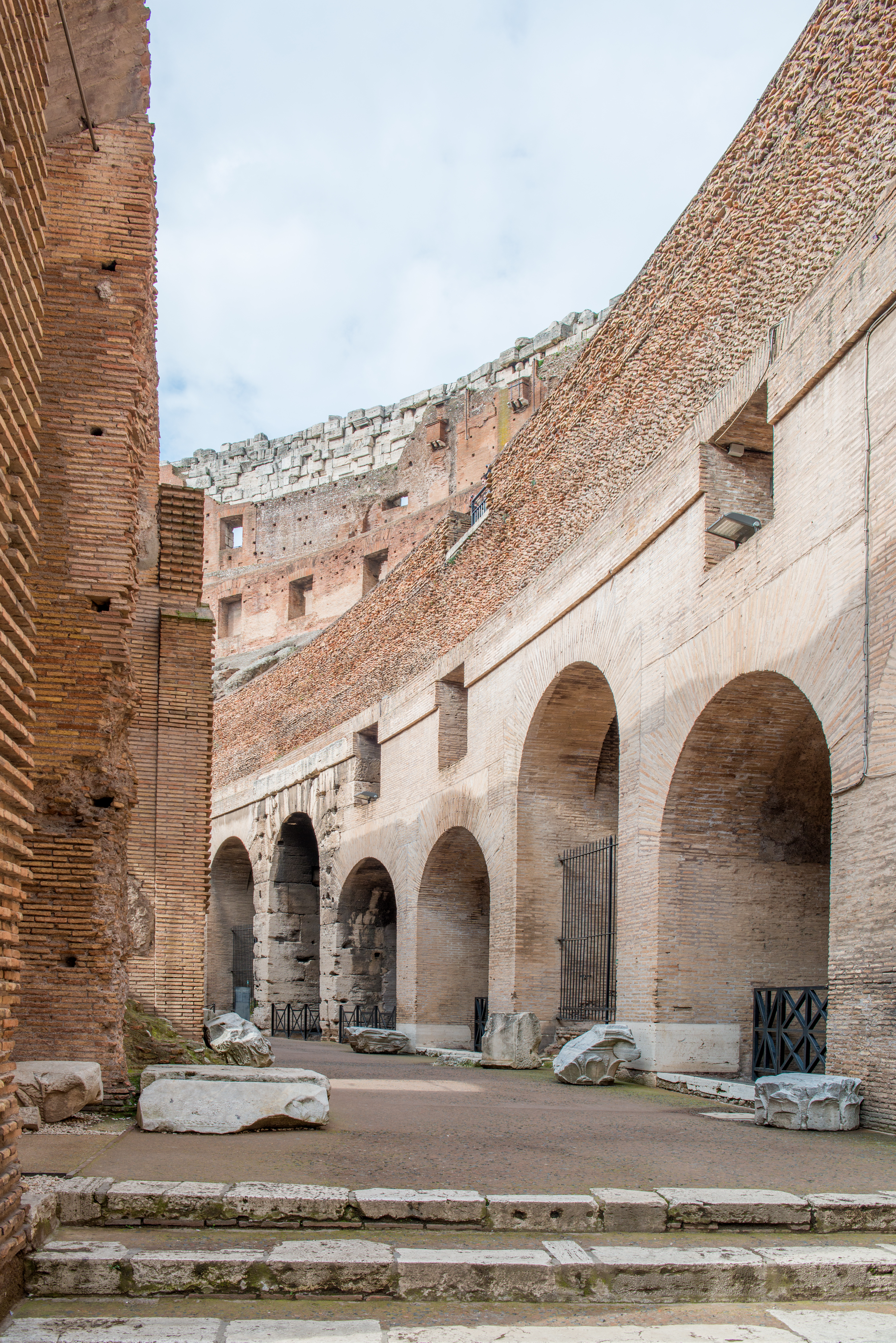
Colosseum 2013
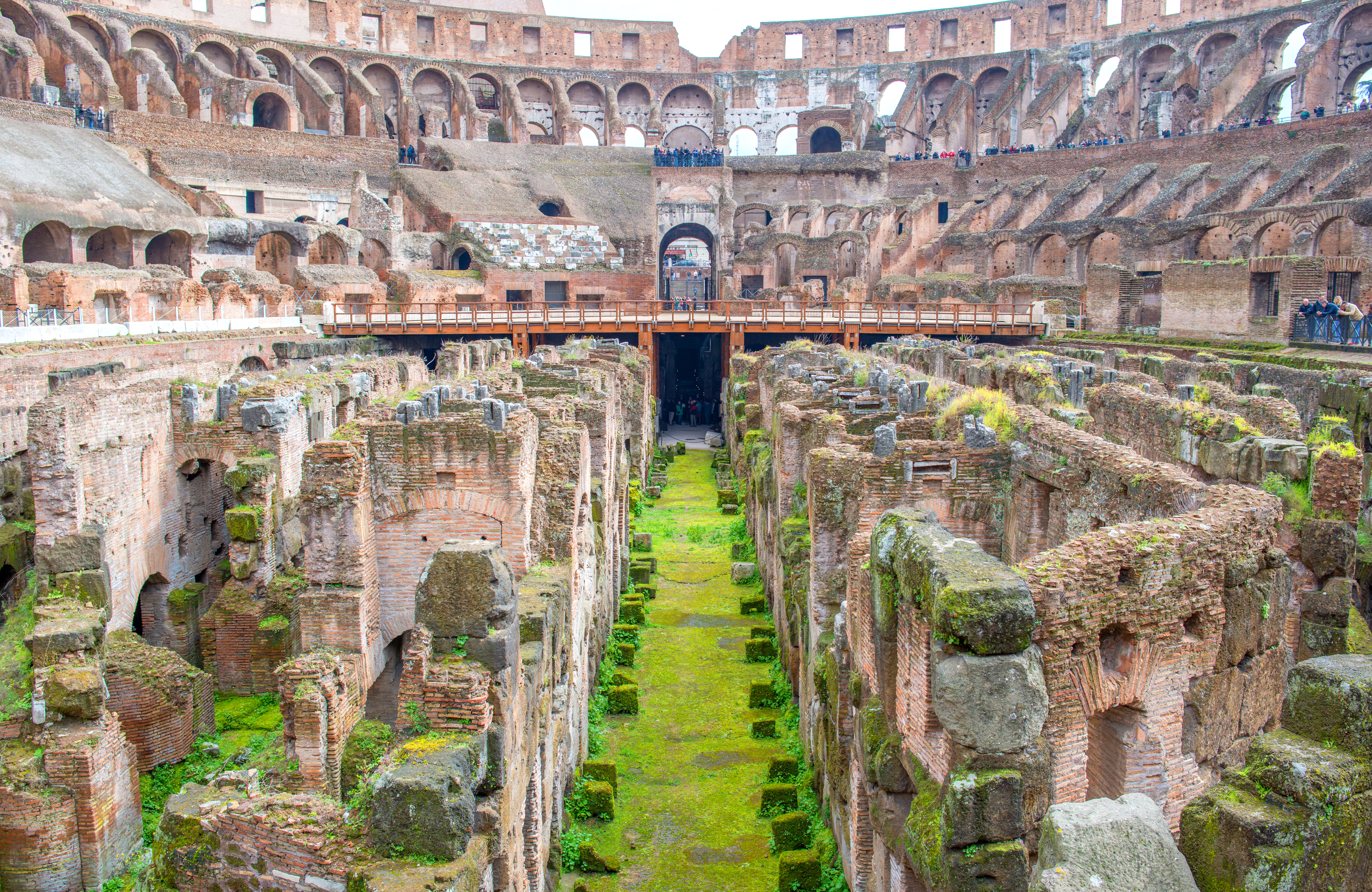
Colosseum 2013
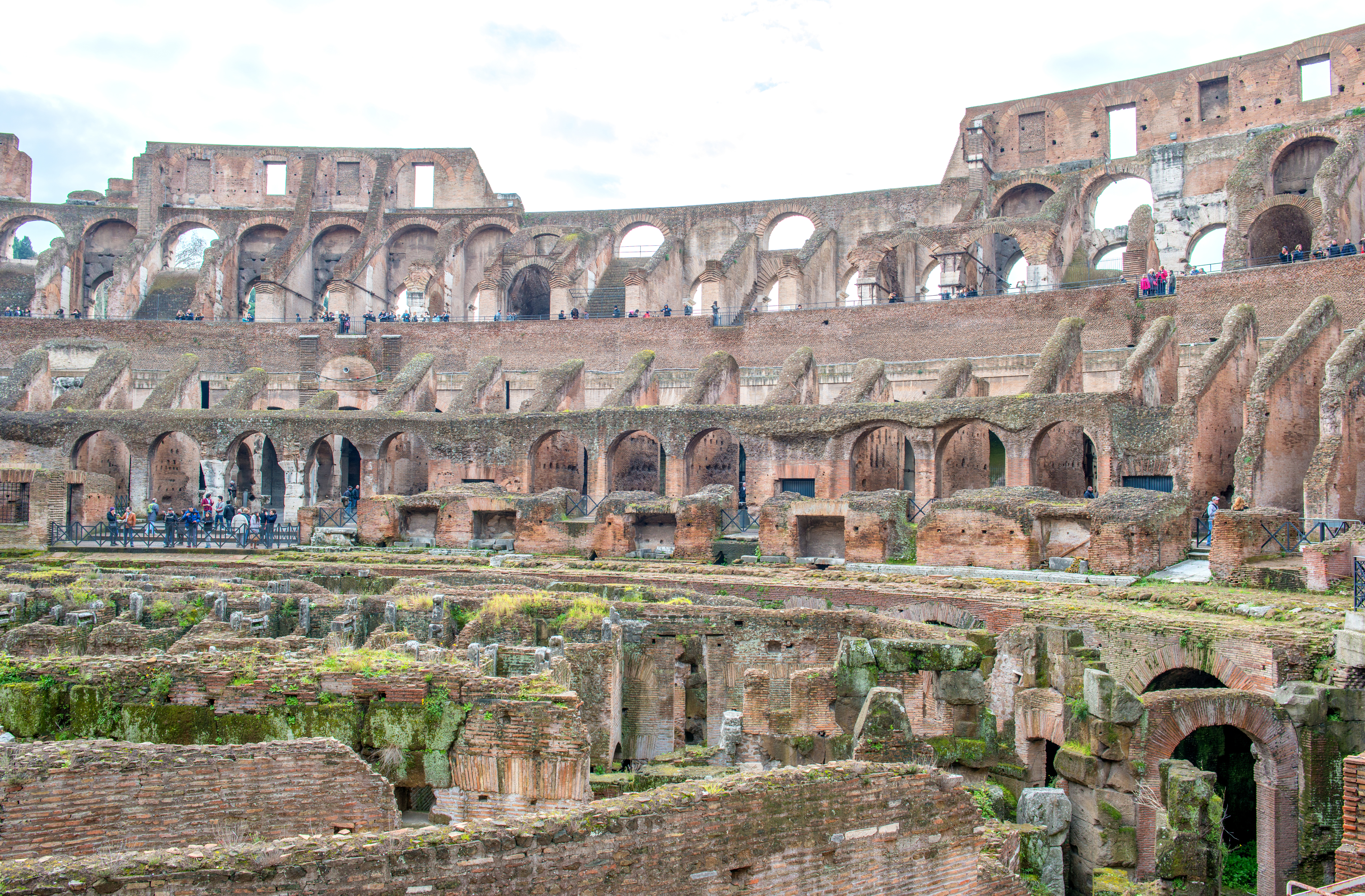
Colosseum 2013
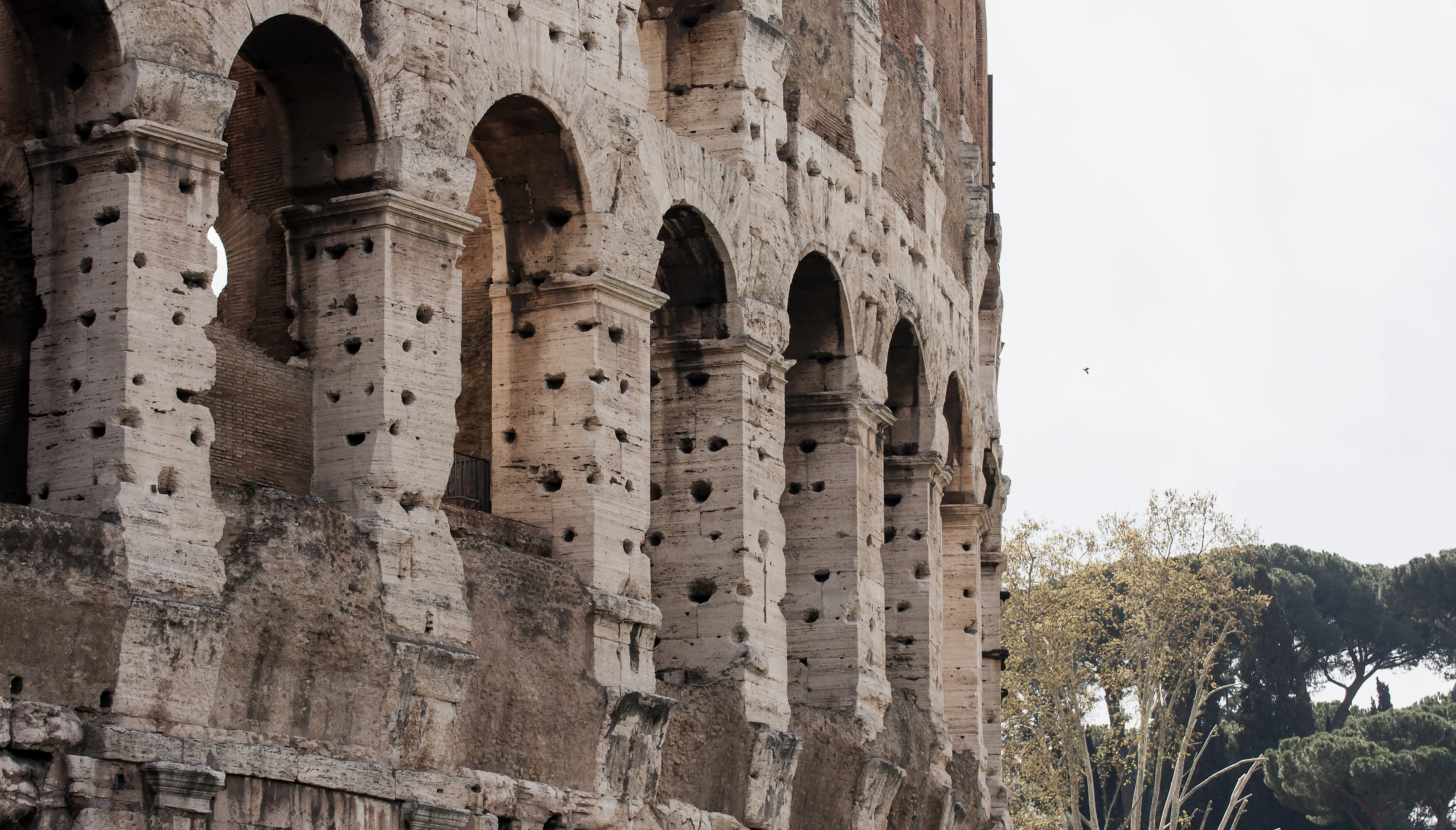
Colosseum 2013
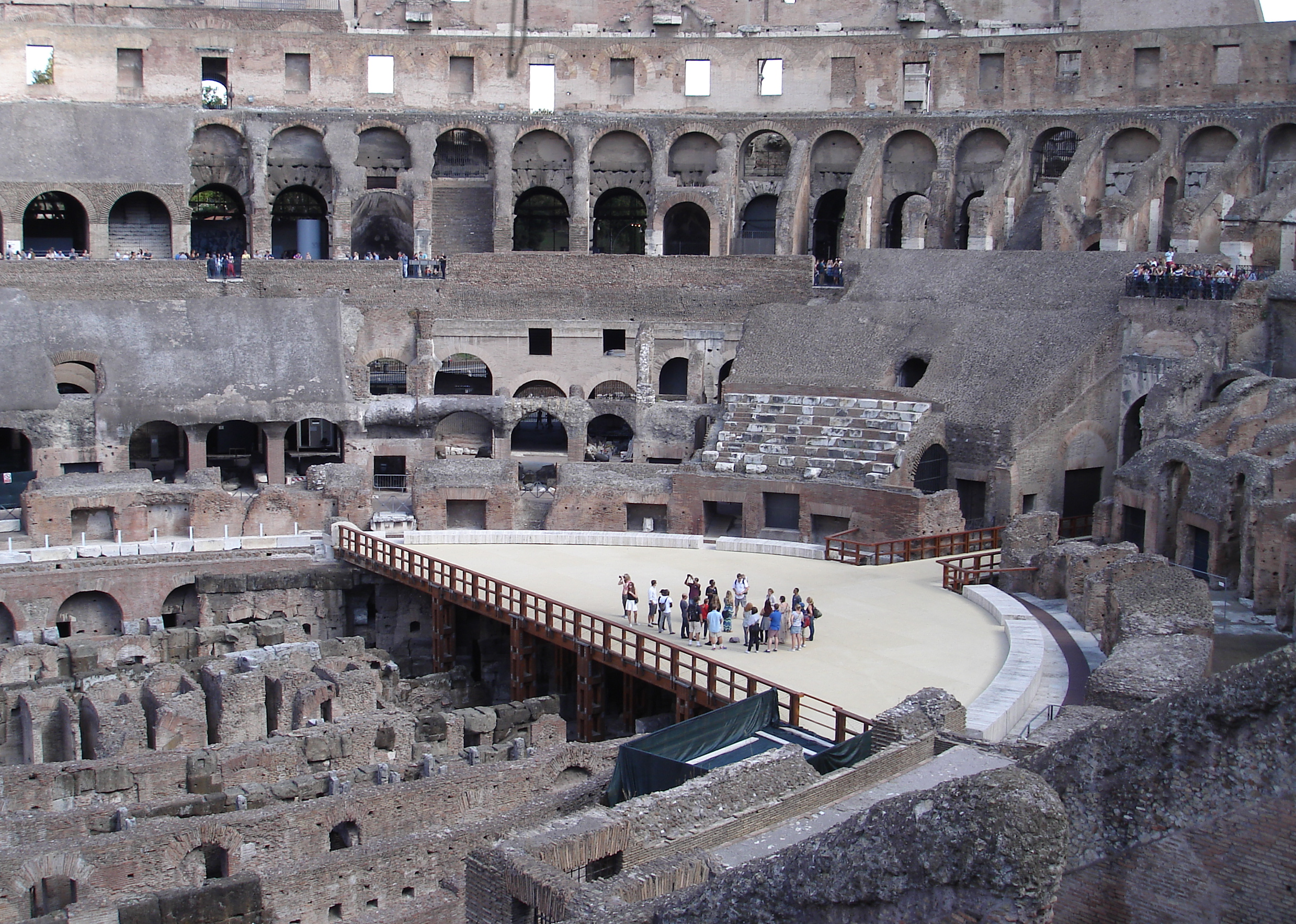
Colosseum 2014
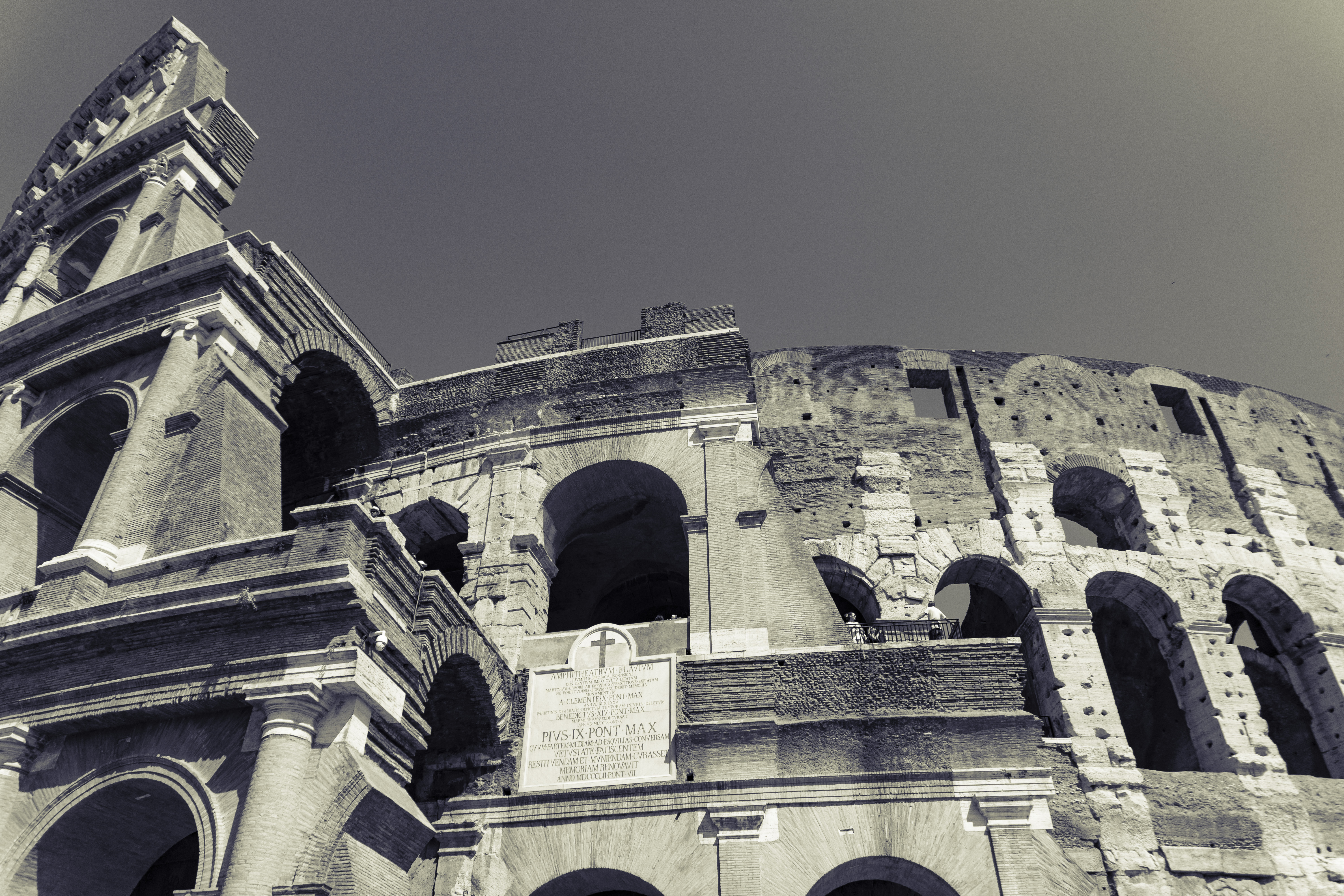
Colosseum 2018